# 33535 Alshaikh
33535 Alshaikh este o planetă minoră (asteroid), cu un diametru de 6,764 km, din centura de asteroizi. A fost descoperită pe 17 aprilie 1999 la Experimental Test Site⁠(d) de Lincoln Near-Earth Asteroid Research. 
Obiectul prezintă o orbită caracterizată de o semiaxă mare de 2,4388621 UAi, o excentricitate de 0,13, o înclinație de 1,27635 ° în raport cu ecliptica.